# Pusztavám
Pusztavám är en ort i Ungern.   Den ligger i provinsen Fejér, i den västra delen av landet, 60 km väster om huvudstaden Budapest. Pusztavám ligger 207 meter över havet och antalet invånare är 2 521.
Terrängen runt Pusztavám är platt åt nordväst, men åt sydost är den kuperad. Runt Pusztavám är det ganska tätbefolkat, med 90 invånare per kvadratkilometer. Närmaste större samhälle är Mór, 6,0 km söder om Pusztavám. Trakten runt Pusztavám består till största delen av jordbruksmark.